# 15 d'octubre
El 15 d'octubre és el dos-cents vuitanta-vuitè dia de l'any del calendari gregorià i el dos-cents vuitanta-novè en els anys de traspàs. Queden 77 dies per finalitzar l'any.

## Esdeveniments
Països Catalans
- 1838 - Xèrica (Alt Palància): els carlins abandonen el setge del poble en la batalla de Xèrica en el front oriental de la Primera Guerra Carlina.
- 1879 - Baix Segura: a conseqüència de les pluges torrencials el riu Segura es desborda a Oriola i altres poblacions de la comarca amb un cabal superior als 2.000 m³/s, el més alt de la seua història.
- 1940 - Barcelona: després d'un judici militar sense garanties processals, afusellen Lluís Companys, president de la Generalitat de Catalunya, al castell de Montjuïc.
- 1952 - Barcelona: entrega de la Primera edició del Premi Planeta.

Resta del món
- 1066 - Anglaterraː Edgard Ætheling és proclamat rei d'Anglaterra pel Witenagemot després de la mort d'Harold II en la batalla de Hastings; no arriba a ser coronat i cedeix el poder a Guillem el Conqueridor dos mesos després.[1]
- 1522 - Valladolid: l'emperador Carles V tramet una reial cèdula amb la que confereix a Hernán Cortés el títol de gobernador i capitá general de Nova Espanya (actual Mèxic).
- 1582 - Roma: el papa Gregori XIII decreta el calendari gregorià en substitució del calendari julià; aquest dia (divendres 15 d'octubre de 1582) esdevé després del dijous 4 d'octubre.
- 1756 - Saxònia es rendeix durant la Guerra dels Set Anys.
- 1783 - París: El globus aerostàtic dels germans Montgolfier fa la primera ascensió humana, pilotada per Jean-François Pilâtre de Rozier.[2]
- 1815 - Napoleó Bonaparte arriba a l'illa de Santa Helena, lloc on va ser desterrat fins a la seva mort.
- 1880 - Alemanya: Inauguració de la catedral de Colònia després de més de 600 anys de construcció.
- 1894 - França: és arrestat Alfred Dreyfus i acusat, injustament, d'alta traïció en favor d'Alemanya.
- 1905 - Nova York: es comença a publicar Little Nemo in Slumberland, un còmic obra de l'estatunidenc Winsor McCay, considerat el primer gran clàssic de la història del còmic, en el New York Herald.
- 1924 - França: Es publica el Manifest du Surréalisme.[3]
- 1940 - Estats Units: estrena de la pel·lícula The Great Dictator de Charles Chaplin.[4]
- 1941 - Estats Units: es publica Pep Comics núm. 22 de MLJ Comics (actualment Archie Comics) amb la primera aparició d'Archie Andrews, Betty Cooper i Jughead Jones.[5]
- 1963 - Tunísia: Les darreres tropes franceses són evacuades del port de Bizerta. És la fi de 80 anys de protectorat.Bobby Seale, un dels fundadors dels Panteres Negres.

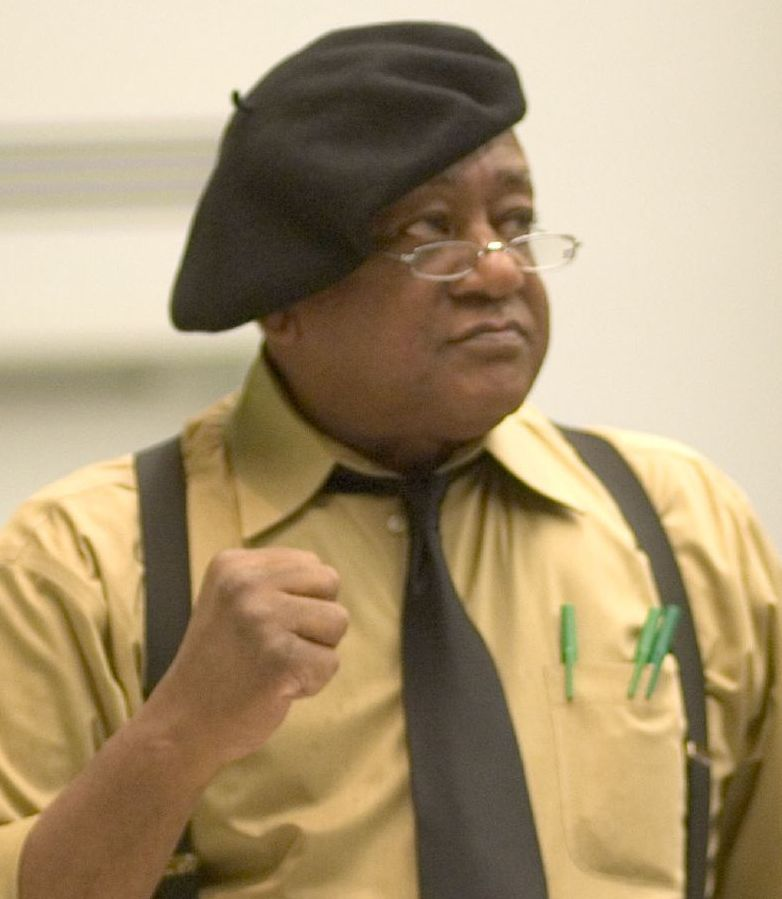
Bobby Seale, un dels fundadors dels Panteres Negres.

- 1964 - Unió Soviètica: La troika formada per Leonid Bréjnev, Kossiguin i Podgorni substitueix Nikita Khrusxov al capdavant de l'URSS.[6]
- 1966 - Oakland, Califòrnia: Fundació dels Panteres Negres.[7]
- 1985 - L'astrònom Edward Bowell descobreix l'asteroide (4446) Carolyn.[8]
- 1986 - Jerusalem: Atemptat al Mur de les Lamentacions amb el resultat d'un mort i 70 ferits.[9]
- 1989 - Sud-àfrica: Cinc dels vuit presos polítics del Congrés Nacional Africà han sigut alliberats de Robben Island.[10]
- 1990 - Suècia: Mikhaïl Gorbatxov és guardonat amb el premi Nobel de la pau pels seus intents per a fer disminuir les tensions de la guerra freda i l'obertura de la Unió Soviètica.[11]
- 1995 - Iraq: Saddam Hussein és reelegit President en un referèndum amb el 99.99% dels vots.[12][13]
- 1997 - Estats Units: Llancen la sonda Cassini-Huygens cap al planeta Saturn.[14]
- 2003 - Desert de Gobi (la Xina): Yang Liwei esdevé el primer astronauta xinès després de fer 14 òrbites entorn la Terra amb la nau Shenzhou V (nau divina, en xinès).[15]
- 2005 - Iraq: Se celebra el referèndum per rectificar la Constitució iraquiana, enmig d'atemptats terroristes.[16]
- 2013 - Visayas, Filipines: Un terratrèmol de 7,2 graus, amb epicentre enfront de la costa sud de l'illa de Bohol, causa 155 morts.[17]

## Naixements
Països Catalans

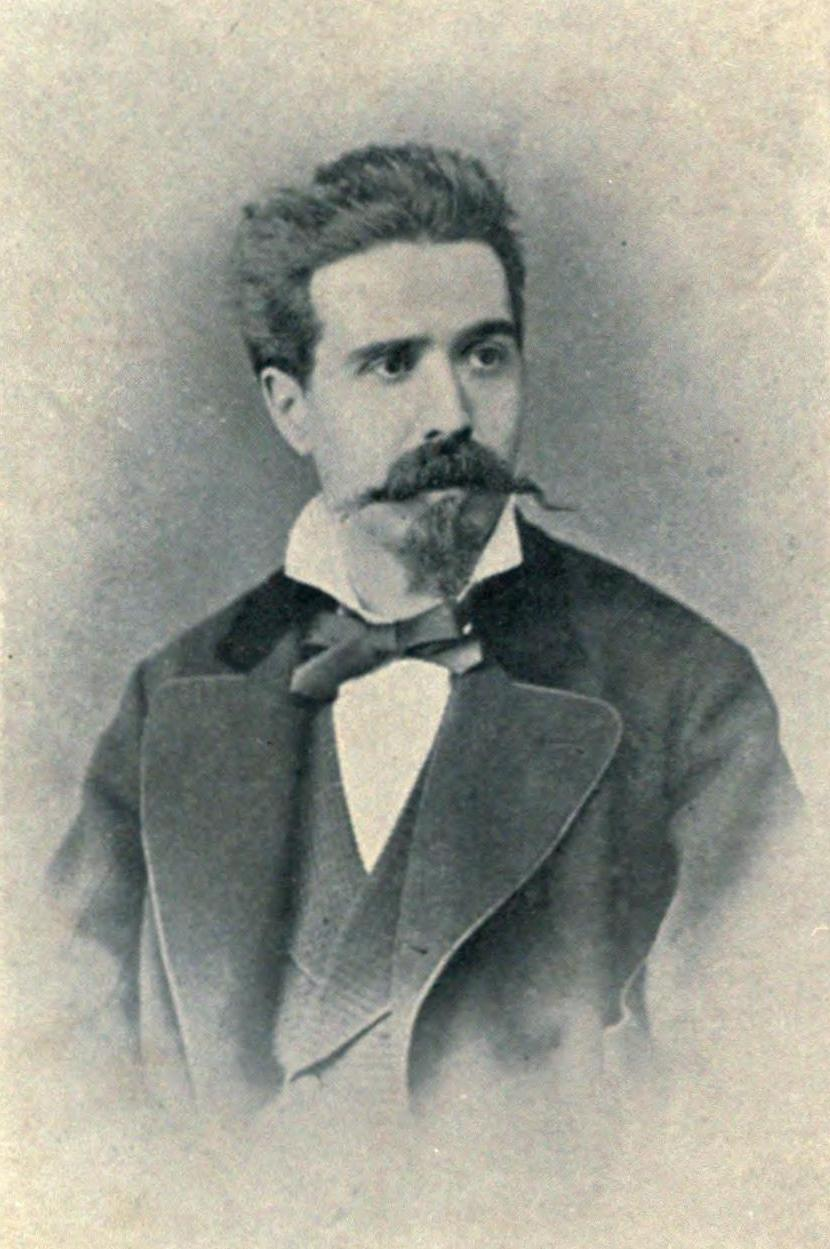
Emili Vilanova i March.

- 1823, Torredembarra, Tarragonès: Joan Mañé i Flaquer, periodista i escriptor català (m. 1901).[18]
- 1840, Barcelona, Barcelonès: Emili Vilanova i March, escriptor català.[19] (m. 1905)
- 1873, Castellar del Vallès: Josep Germà i Homet, industrial licorer, mecenes de la cultura i l'esport i alcalde de Sabadell (m. 1936).[20]
- 1883, Sóller: Maria Mayol i Colom, escriptora, pedagoga, política i activista cultural mallorquina (m. 1959).[21]
- 1903, Sabadell: Joan Miralles i Orrit, manyà i alcalde de Sabadell l'any 1936 (m. 1977).[22]
- 1922, Vilanova i la Geltrú: Alfons Figueras i Fontanals, dibuixant de còmics (m. 2009).[23]
- 1950, Barcelona: Jordi Moraleda i Perxachs, músic sardanista (m. 2020).
- 1963, Barcelona: Francisco Casavella, escriptor (m. 2008).[24]

Resta del món

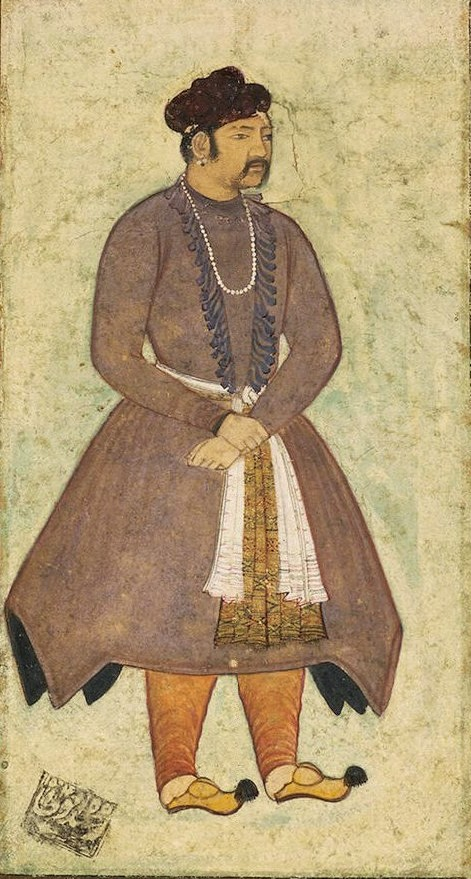
Akbar el Gran.

- 166 aC: Ptolemeu Eupàtor, fill de Ptolemeu VI (m. 152 aC).[25]
- 70 aC, Brindes, actual Bríndisi: Virgili, poeta romà.
- 1396, Rodés, Regne de França: Joan IV, comte d'Armanyac
- 1527, Coïmbra, Portugal: Maria de Portugal i d'Habsburg, infanta de Portugal i princesa consort d'Astúries (m. 1545).[26]
- 1542, Umarkot, Imperi Mogol: Akbar el Gran, emperador mogol.
- 1607, Le Havre: Madeleine de Scudéry, escriptora i literata francesa.[27]
- 1608, Faenza, Emília-Romanya: Evangelista Torricelli, físic i matemàtic italià (m. 1647).[28]
- 1693, Sacre Imperi Romanogermànic: Franz Caspar Schnitger, orguener, fill de l'orguener Arp Schnitger.
- 1816, Ploemeur, prop de Lorient, Bretanya: Henri Dupuy de Lôme, enginyer naval francès (m. 1885).[29]
- 1829, Goshen, Estats Units: Asaph Hall, astrònom, descobridor de les llunes de Mart (m. 1907).[30]
- 1831, Boroughbridge, Anglaterra: Isabella Bird, exploradora, escriptora, fotògrafa i naturalista anglesa del s. XIX.[31]
- 1836, Nantes, França: James Tissot, pintor, gravador i grafista (m. 1902).[32]

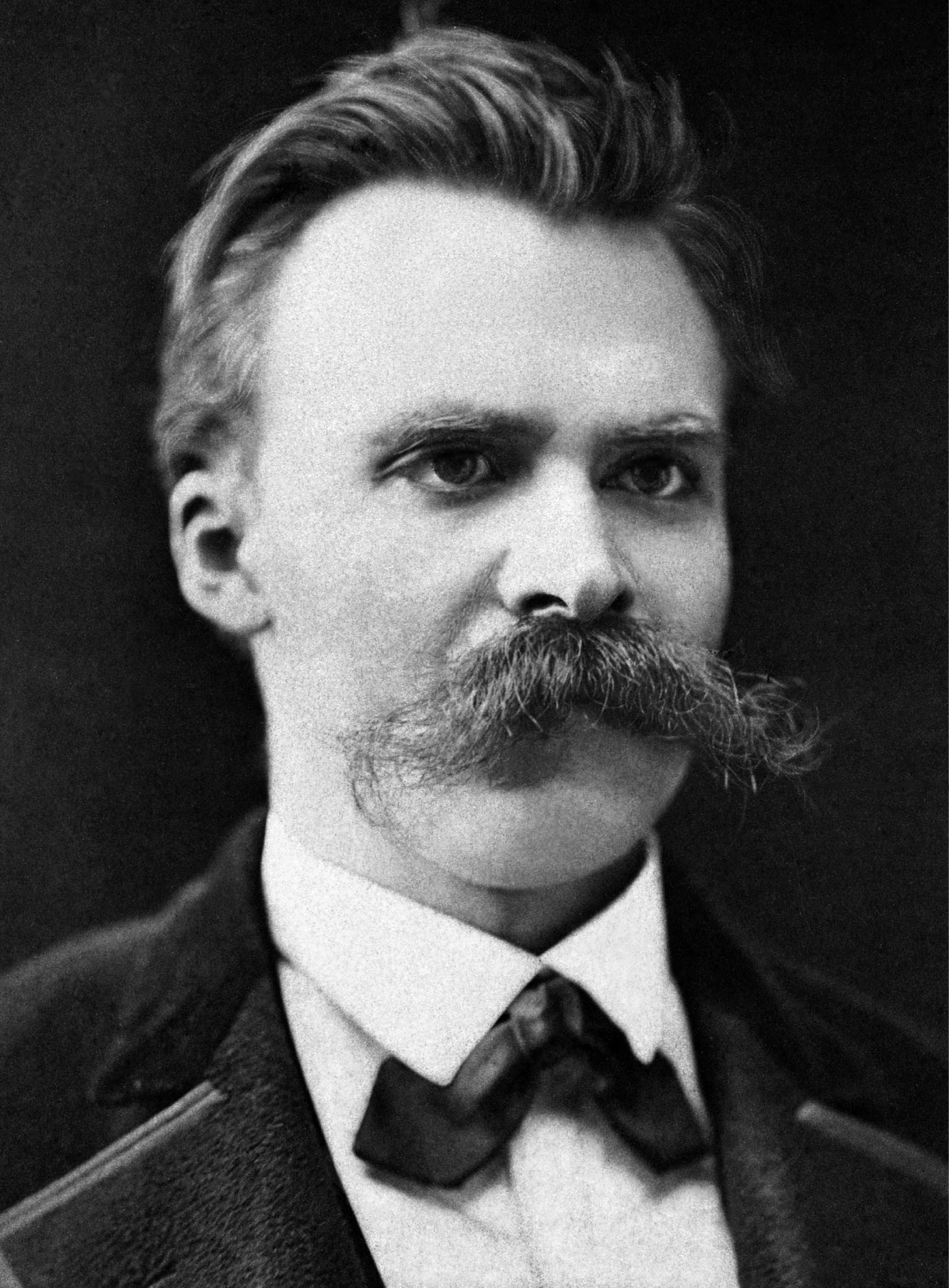
Friedrich W. Nietzsche en una imatge de la dècada de 1870.

- 1844, Röcken bei Lützen, Alemanya: Friedrich Wilhelm Nietzsche, filòsof alemany (m. 1900).[33]

- 1856, Tula, França: Robert Nivelle, militar (m. 1924).[34]
- 1858, Boston, Estats Units: John Lawrence Sullivan, boxador (m. 1918).[35]
- 1869, Madrid, Espanya: Francisco Largo Caballero, polític i sindicalista, president del govern de la Segona República Espanyola, 1936-1937).
- 1874.
  - Almeria, Espanya: Olallo Morales Wilskman. pianista i compositor.
  - Bielsko-Biała: Selma Kurz, soprano operística austríaca (m. 1933).[36]
- 1878, Barcilona de Provença, França: Paul Reynaud, polític francès i president del Consell des ministres el 1940 (m. 1966).[37]
- 1879, Palmyra, Missouri, Estats Units: Jane Darwell, actriu de teatre i cinema.
- 1880, Edimburg: Marie Stopes, eugenecista escocesa, pionera en el control de la natalitat.[38]
- 1881, Guildford, Regne Unit: Pelham Grenville Wodehouse, escriptor de novel·la humorística.
- 1885, Düsseldorf, Alemanya: Ulrich Leman, pintor alemany (m. 1988).[39]
- 1900, Sant Francisco, Estats Units: Mervyn LeRoy, director de cinema nord-americà (m. 1987).[40]
- 1901, Madrid, Espanya: Enrique Jardiel Poncela, dramaturg espanyol.
- 1902, Saragossa: Amparo Poch y Gascón, metgessa, periodista i anarcofeminista aragonesa (m. 1968).[41]
- 1908, Iona Station (Canadà): John Kenneth Galbraith, economista nord-americà d'origen canadenc (m. 2006).[42]
- 1915, Ruzinoy, Polònia: Isaac Shamir, Primer ministre d'Israel de 1983 a 1984 i de 1986 a 1992 (m. 2012).[43]
- 1917, 
  - Nova York, EUA: Ralph Stefan Solecki, arqueòleg i prehistoriador conegut pels descobriments de neandertals a la cova de Shanidar.
  - Fort Wayne, Indiana: Marion Donovan, empresària nord-americana, inventora del bolquer a prova d'aigua (m. 1998).[44]
- 1920, Nova York, EUA: Mario Puzo, novel·lista i guionista nord-americà.
- 1921, Bucarest: Angelica Rozeanu, jugadora romanesa de tennis de taula, de les millors jugadores de la història (m. 2006).[45]
- 1922, 
  - Vila Meãː Agustina Bessa-Luís, escriptora portuguesa, Premi Luís de Camões 2004 (m. 2019).[46]
  - Villanueva de los Infantes: Aurora Bautista, actriu espanyola de formació teatral i èxit cinematogràfic (m. 2012).[47]
- 1923, Santiago de las Vegas, Cuba: Italo Calvino, escriptor italià (m. 1985).
- 1926, Poitiers, França: Michel Foucault, filòsof francès (m. 1984).[48]
- 1927, Cartagena: Teresa Arroniz i Bosch, escriptora i periodista espanyola (m. 1890).[49]
- 1930, Kikaikelaki, Camerun: Christian Wiyghan Tumi, cardenal i arquebisbe de Douala (m. 2021).

- 1934, Pequín (Xina): Wang Meng, escriptor xinès, Premi Mao Dun de Literatura de l'any 2015.[50]

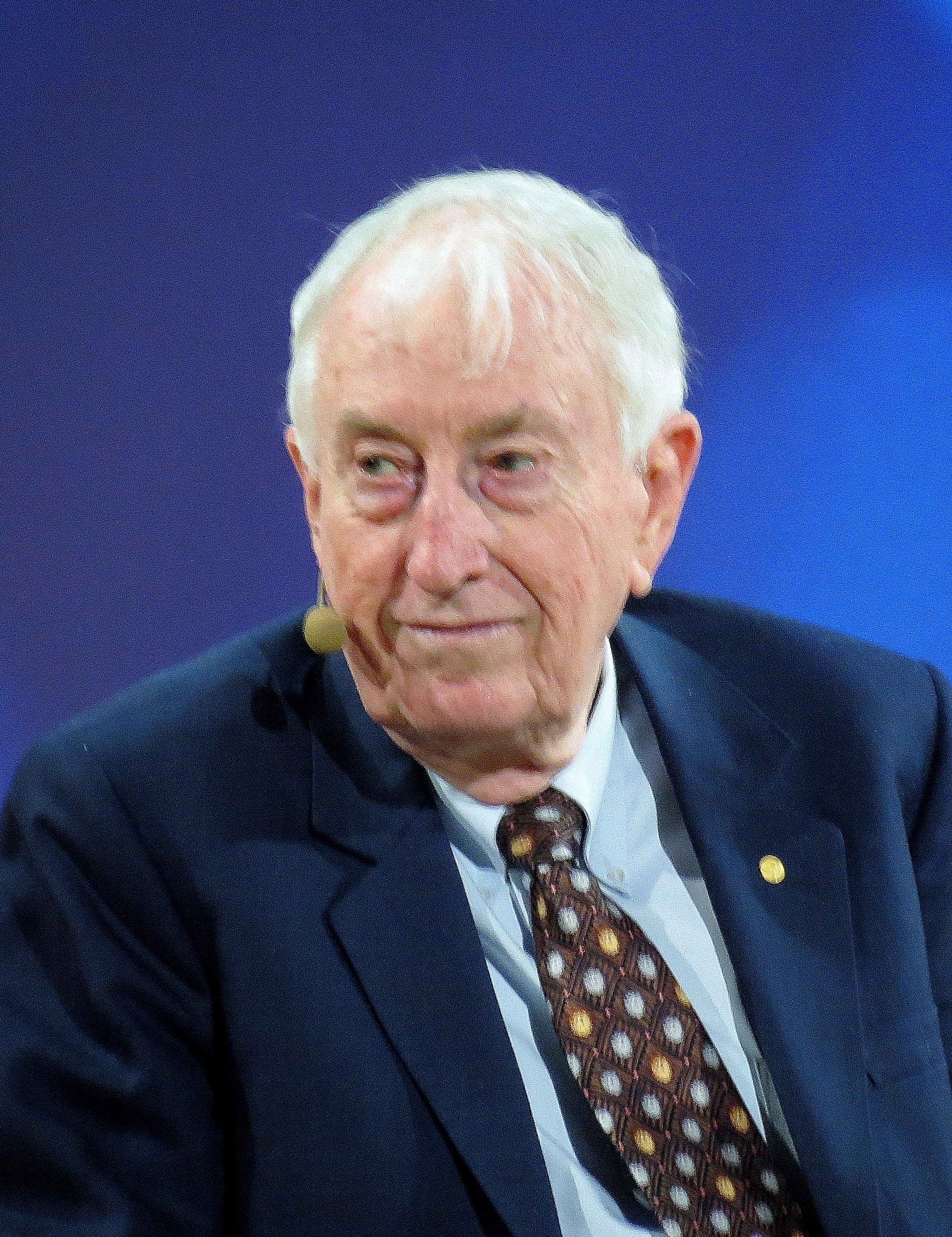
Peter Charles Doherty el 2017.

- 1938, Abeokuta, Colònia i protectorat de Nigèria (Regne Unit): Fela Kuti, músic i polític (m. 1997).[51]

- 1940, Brisbane, Queensland (Austràlia): Peter Charles Doherty, immunòleg australià, Premi Nobel de Medicina o Fisiologia de l'any 1996.
- 1944, Bangor, Irlanda del Nord: David Trimble, polític nord-irlandès i Premi Nobel de la Pau el 1998 (m. 2022).[52]
- 1955, Nova York, Estats Units: Tanya Roberts, actriu (m. 2021).
- 1956, Gibraltar: Peter Caruana, primer ministre de Gibraltar entre 1996 i 2011.[53]
- 1957, Rourkela, Orissa, Índia: Mira Nair, cineasta.[54]
- 1959, Londres, Regne Unit: Sarah Ferguson, duquessa de York i ex-esposa del príncep Andreu.
- 1963, Kaélé, Camerun: Marthe Wandou, advocada i activista camerunesa.[55]
- 1968, Baiona, França: Didier Deschamps, futbolista i entrenador de futbol.[56]
- 1969, Leningrad, Unió Soviètica: Dimitri Jdànov, ciclista.
- 1969, Sheffield, Regne Unit: Dominic West, actor, protagonista de The Wire.
- 1977, Rouen, França: David Trézéguet, futbolista, campió del món el 1998 i campió d'Europa el 2000 amb França.
- 1983, São Paulo, Brasil: Bruno Senna, pilot de Fórmula 1.
- 1988, Gelsenkirchen, Alemanya: Mesut Özil, futbolista.

## Necrològiques
Països Catalans

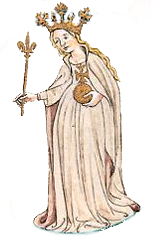
Peronella d'Aragó.

- 1173, Barcelona, Comtat de Barcelona: Peronella d'Aragó, reina titular d'Aragó.
- 1897, La Jonquera, província de Girona: Carles Bosch de la Trinxeria, escriptor català de la Renaixença[57]
- 1924, Sabadell, Vallès Occidental: Eduard Brossa i Trullàs, cartògraf català.
- 1940, Castell de Montjuïc, Barcelona: Lluís Companys i Jover, 123è President de la Generalitat de Catalunya afusellat.
- 1960, Barcelona: Leonor Ferrer Girabau, primera dona delineant d'Espanya (n. 1874).[58]
- 1977, Ventimiglia, Itàlia: Quitèria Hermínia Gómez Serra, cantant d'òpera valenciana.[59]

Resta del món
- 898: Lambert de Spoleto: emperador carolingi, 894 - 898) i rei d'Itàlia, 892 – 898)[60]
- 961, Còrdova, Califat de Còrdova: Abd-ar-Rahman III, primer califa de Còrdova
- 1167, Besiers, Vescomtat de Besiers: Ramon I Trencavell, vescomte de Carcassona.[61]
- 1389, Roma, Estats Pontificis: Urbà VI, 202è papa[62]
- 1536, Llíria, Regne de València: Germana de Foix, segona esposa de Ferran el Catòlic i reina consort d'Aragó[26]
- 1564, illa de Zacint, República de Venècia: Andreas Vesal, metge brabançó i fundador de l'anatomia moderna[63]
- 1582, Alba de Tormes, Regne de Castella: Santa Teresa de Jesús, religiosa castellana (en el calendari julià morta el dia 4 d'octubre).
- 1722, Geòrgia: Jordi VI Abaixidze, rei de Geòrgia.
- 1841, Madrid, Espanya: Diego de León, militar.

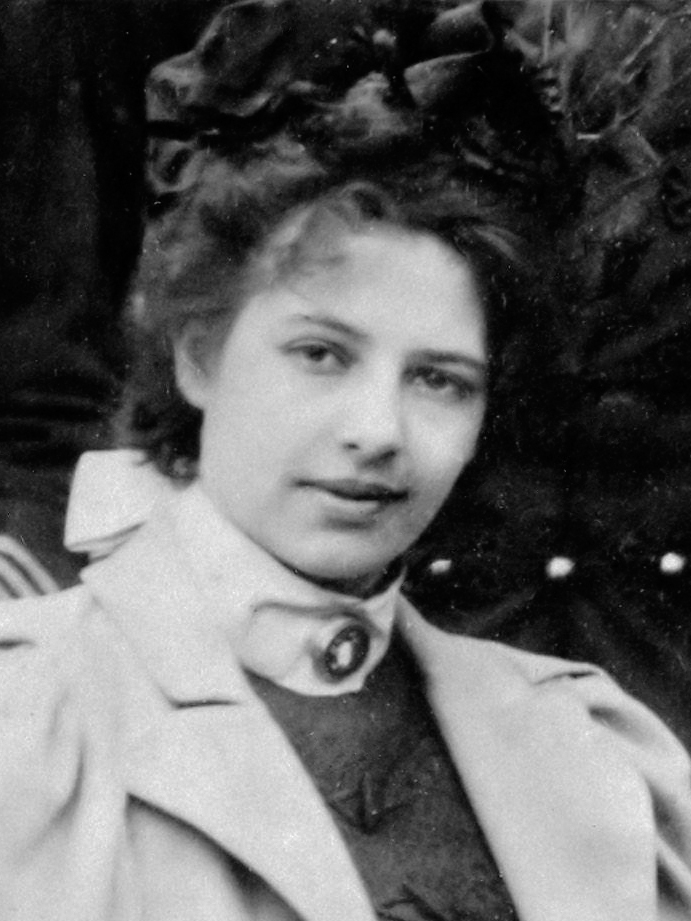
Margaretha Geertruida Zelle, Mata Hari, el 1897.

- Margaretha Geertruida Zelle, Mata Hari, el 1897.1857, Chvaly: Alois Jelen, compositor, arxivista i patriota txec.
- 1883, Neuilly-sur-Seine: Madame Cavé, pintora i professora de dibuix francesa (n. 1806).[64]
- 1891, Londres, Regne Unit: Gilbert Arthur à Beckett, escriptor.
- 1917, Vincennes, França: Mata Hari, ballarina i espia d'origen neerlandès.[65]
- 1933, Victoria, Colúmbia Britànica, Canadà: Inazo Nitobe, escriptor i polític japonès.
- 1934, París, França: Raymond Poincaré, polític francès, Primer Ministre i President de la República francesa[66]
- 1936, París: Laure de Chevigné, salonnière i socialité parisenca del s. XIX (n. 1859).[67]
- 1945, Fresnes, França: Pierre Laval, polític[68]
- 1946, Nuremberg, Alemanya: Hermann Göring, militar i polític nazi alemany[69]
- 1950, París: Misia Sert, pianista i musa de diversos artistes a començament del segle xx[70]
- 1964 - 
  - Saigon, Vietnam: Nguyễn Văn Trỗi, guerriller comunista.
  - Santa Monica, Califòrnia: Cole Porter, compositor de música popular.[71]
- 1969, Harardhere, Somàlia: Abdirashid Ali Shermarke, president de Somàlia de 1967 a 1969.
- 1983, Santa Monica, Califòrnia: Pat O'Brien, actor.
- 1987, Ouagadougou, Burkina Faso: Thomas Sankara, militar i polític burkinès, líder de Burkina Faso des del 1983 fins al seu assassinat (n. 1949).[72]
- 2000, Lexington, Massachusetts, EUA: Konrad Bloch, químic alemany, Premi Nobel de Medicina o Fisiologia de l'any 1964
- 2003, París, França: Moktar Ould Daddah, president de Mauritània de 1960 a 1978.
- 2007, París, França: Édouard Levé, escriptor i fotògraf francès.
- 2018, Seattle, Washington, EUA: Paul Allen, empresari estatunidenc, cofundador de Microsoft.[73]
- 2020, Luleà, Suècia: Sonja Edström, esquiadora de fons sueca[74]

## Festes i commemoracions
- Santoral: sants Teresa de Jesús, carmelita, fundadora de les Carmelites Descalces i cofundadora dels Carmelites Descalços; Cal·lixt i Mercurial d'Osca, màrtirs; beat Gonçalo de Lagos, frare; beats Narcís Basté i Basté i Pere Verdaguer i Saurina, màrtirs (1936); servent de Déu Josep Muñoz i Albiol, jesuïta màrtir (1936).